# Реталулеу (департамент)
Реталулеу (ісп. Retalhuleu) — один з 22 департаментів Гватемали. Розташований на південному заході країни, простягається від гір до узбережжя Тихого океану. Адміністративний центр — місто Реталулеу.
На півночі межує з департаментом Кесальтенанго, на сході — з Сучитепекесом, на заході — з Сан-Маркосом.

## Муніципалітети
Департамент поділяється на 9 муніципалітетів:
- Ель-Асінталь
- Нуево-Сан-Карлос
- Реталулеу
- Сан-Андреса-Вілла-Сека
- Сан-Феліпе
- Сан-Мартіна-Сапотітлан
- Сан-Себастьян
- Санта-Крус-Мулуа
- Чамперіко